# 메이스 (향신료)

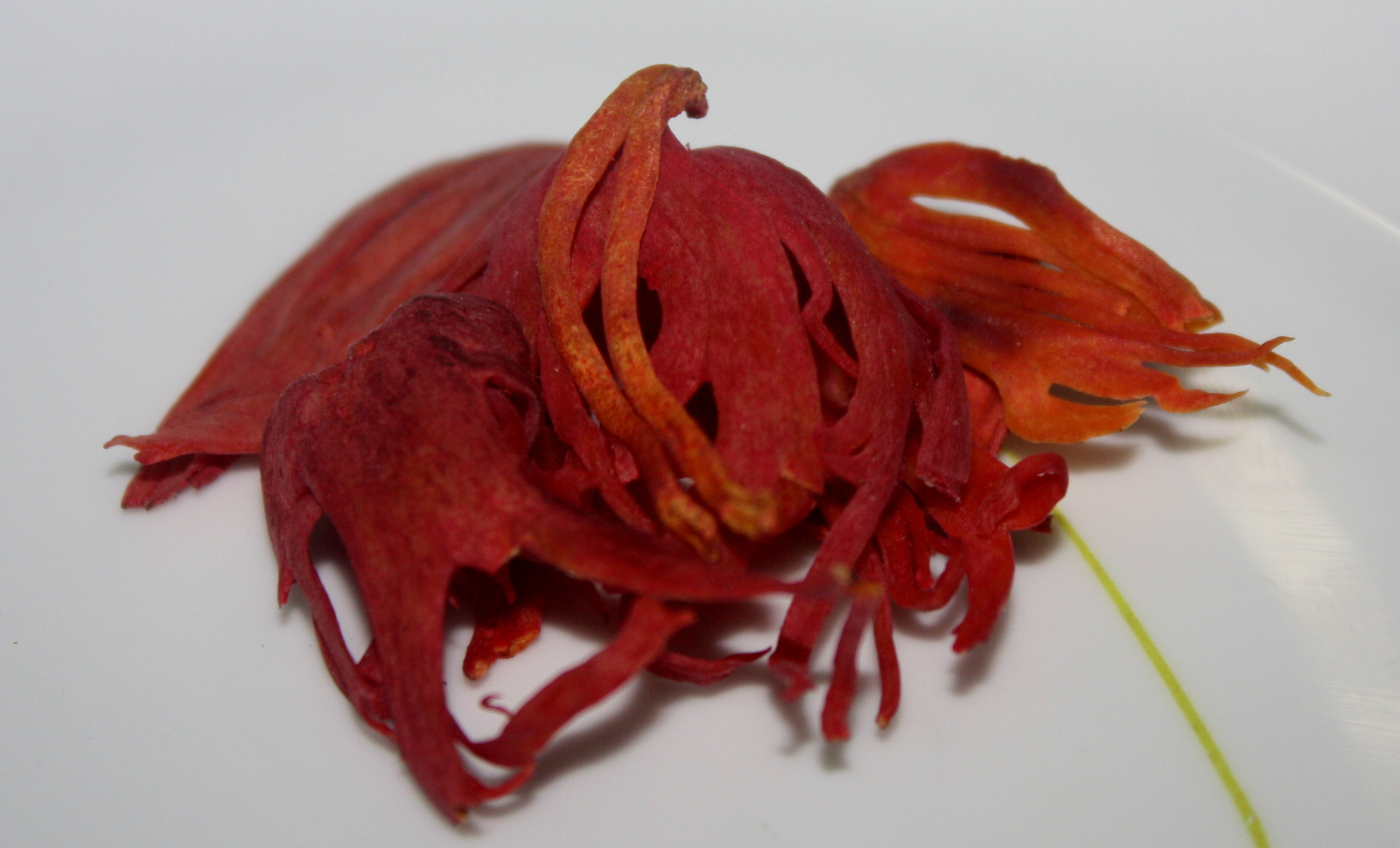
메이스

메이스(mace)는 육두구 열매의 선홍색 가종피(씨의 껍질)를 말린 것이다. 고기 요리나 과자 등을 만들 때 향신료로 쓴다.

## 사진 갤러리

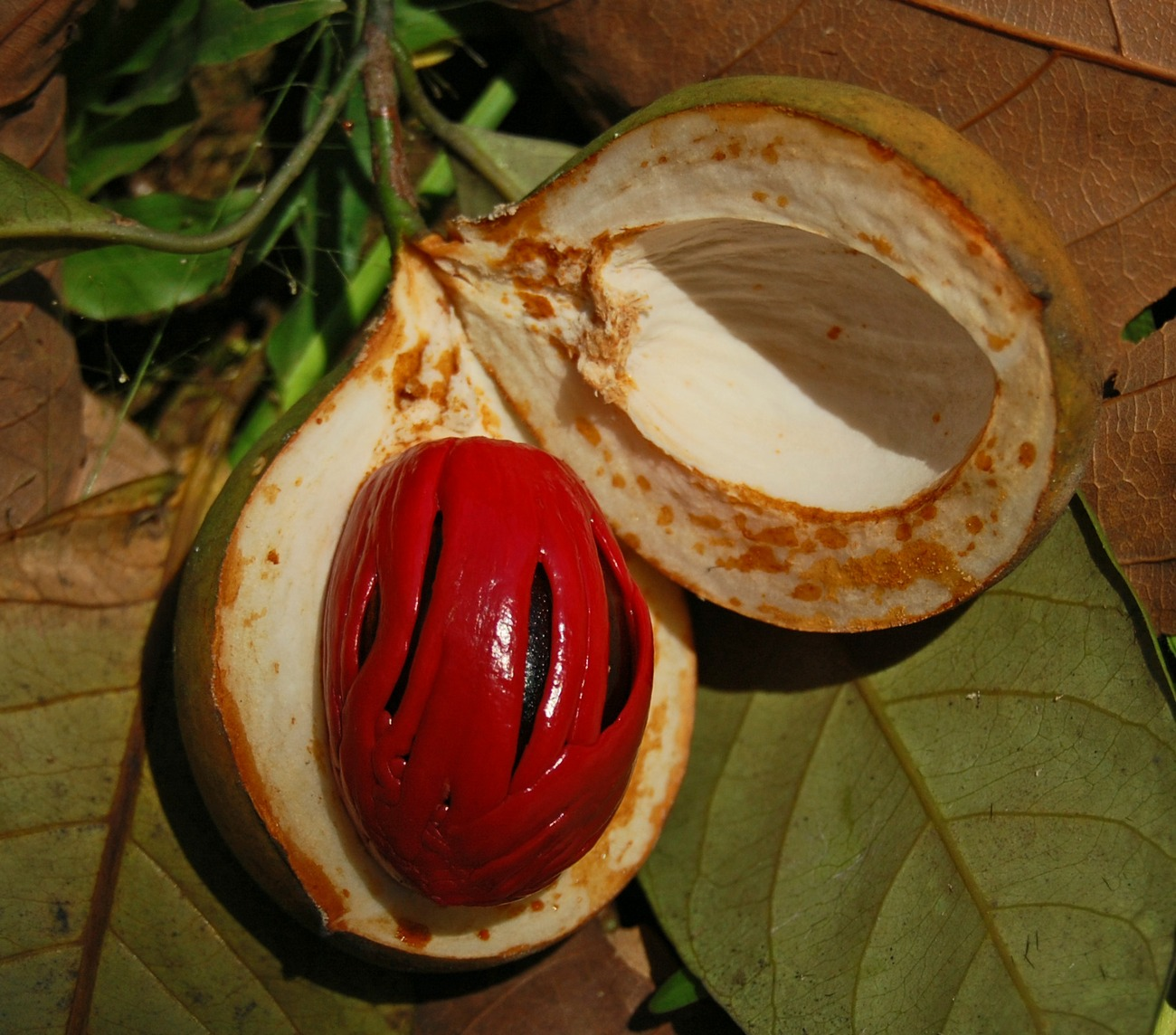
육두구의 가종피